# M89
梅西耶89（也稱為M89或NGC 4552）是位於室女座的一個橢圓星系，在1781年3月18日被梅西耶發現，是室女座星系團的成員之一。

## 不尋常的特色
現在的觀測顯示M89的外形機乎是接近理想的球形。相對於其他瘦長的橢圓星系，這是很異常的形狀。然而，這也可能是這個星系的指向正好朝向著地球，實際上它的型狀還是橢圓的。這個星系的外圍有氣體和塵埃擴散至150,000光年遠，並且還有被加熱的粒子被噴射至100,000光年的距離外。這些積像顯示這個星系可能是類星體或電波星系。
M89也有為數眾多的球狀星團，相較於銀河系，在2006年測量至10′只有150-200個，但估計M89在25′擁有2,000± 700 個球狀星團。

## 外部連結
- Wikisky.org: SDSS image, M89 （页面存档备份，存于）